# 남극 이야기
《남극 이야기》(南極物語 난쿄쿠 모노가타리[*])는 1983년에 개봉된 일본 영화이다.
캐치 프레이즈는 “왜 버린겁니까? 왜 개들을 데리고 돌아오지 않은겁니까?”
후지 TV가 처음 제작한 영화로, 1980년 개봉된 구로사와 아키라 감독의 《카게무샤》의 흥행 기록을 뛰어넘어, 1997년 《모노노케 히메》 개봉 전까지 일본 영화 역대 흥행 순위 1위를 기록했다.

## 개요
1956년 문부성 남극지역 관측대 제1차 월동대가 일본 해상보안청이 운항하는 남극관측선 소야를 타고 남극으로 떠났다. 1년이 넘는 남극 생활 속에서 대원들은 다양한 문제와 경험을 하게 된다.
1958년 2월을 맞아 제2차 월동대가 교대를 위해 소야에서 남극을 향했으나, 소야측은 장기간에 걸친 악천후로 남국 상륙, 월동을 포기한다. 철수 과정에서 제1차 월동대는 사할린 허스키 15마리를 사람이 없는 쇼와기지에 방치할 수 밖에 없게된다. 극한의 땅에 먹이도 없이 남겨진 사할린 허스키 15마리의 운명, 개를 담당하던 월동대 두 대원의 고뇌, 그리고 1년후에 재개된 제3차 남극지역 관측대로 다시 지원해 찾아온 대원의 두 사람이 남극에서 형제 개 타로와 지로가 재회하기 까지를, 실화를 바탕으로 드라마틱하게 허구가 섞여 제작, 3년여에 걸쳐 촬영된 대작이다.

## 출연

### 주연
- 다카쿠라 켄
- 와타세 츠네히코

### 조연
- 오카다 에이지
- 나츠메 마사코
- 오기노메 케이코
- 쿠사카 타케시
- 코우야마 시게루
- 야마무라 소
- 에토 준
- 사토 코이치

## 기타
- Ass-PD: 모리시마 츠네유키
- 미술: 토쿠다 히로시

## 같이 보기
- 남극대륙 (드라마)